# Joël Quiniou
Joël Quiniou (Párizs, 1950. november 17.–) francia nemzetközi labdarúgó-játékvezető. Polgári foglalkozása a belügyminisztérium informatikusa.

## Pályafutása

### Labdarúgóként
Ifjúsági korában 1966-1968 között a Bourg-la-Reine csapatában játszott, nem nagy sikerrel. Az egyik mérkőzésükön nem jelent meg az egyik partjelző, az edzője felkérte, hogy szálljon be segítőnek, hátha több érzeke van ehhez a tevékenységhez.

### Nemzeti játékvezetés
Szükség játékvezetőként tevékenykedett csapata egyik mérkőzésén, majd két évvel később megkezdte játékvezetői pályafutását. A játékvezetői vizsgát 1970-ben tette le. A küldési gyakorlat szerint rendszeres partbírói tevékenységet is végzett.
1979-ben lett az I. Liga játékvezetője. A nemzeti játékvezetéstől 1994-ben vonult vissza.

#### Nemzeti kupamérkőzések
Vezetett kupadöntők száma: 3.

##### Francia labdarúgókupa
A Francia Labdarúgó-szövetség Játékvezető Bizottsága szakmai felkészültségének elismeréseként több alkalommal megbízta a kupasorozat döntő találkozójának szolgálatára.
| Időpont           | Helyszín                 | Mérkőzés típusa | Mérkőzés                                        | Eredmény | Nézők száma |
| ----------------- | ------------------------ | --------------- | ----------------------------------------------- | -------- | ----------- |
| 1986. április 30. | Parc des Princes, Párizs | döntő           | FC Girondins de Bordeaux–Olympique de Marseille | 2 – 1    | 45 429      |
| 1989. június 10.  | Parc des Princes, Párizs | döntő           | Olympique de Marseille–AS Monaco FC             | 4 – 3    | 44 448      |
| 1991. június 8.   | Parc des Princes, Párizs | döntő           | AS Monaco FC– Olympique de Marseille            | 1 – 0    | 44 123      |

#### Nemzetközi játékvezetés
A Francia labdarúgó-szövetség Játékvezető Bizottsága (JB) terjesztette fel nemzetközi játékvezetőnek, a Nemzetközi Labdarúgó-szövetség (FIFA) 1980-tól tartotta nyilván bírói keretében. A FIFA JB központi nyelvei közül a franciát beszéli. Több válogatott és nemzetközi klubmérkőzést vezetett, működő társának partbíróként illetve 4. bíróként segített. A francia nemzetközi játékvezetők rangsorában, a világbajnokság-Európa-bajnokság sorrendjében a 3. helyet foglalja el 19 találkozó szolgálatával. Az UEFA által szervezett labdarúgó kupasorozatokban 1955-2007 között összesen 40 mérkőzést vezetett, amivel a 45. helyen áll. Az aktív nemzetközi játékvezetéstől 1994-ben búcsúzott. Válogatott mérkőzéseinek száma: 25.

#### Labdarúgó-világbajnokság
Tizennégy éves nemzetközi játékvezetői pályafutása alatt négyszer vehetett részt labdarúgó világbajnoki döntőben.

##### U20-as labdarúgó-világbajnokság
Szovjetunió rendezte az 5., az 1985-ös ifjúsági labdarúgó-világbajnokságot, ahol a FIFA JB bíróként foglalkoztatta.

###### 1985-ös ifjúsági labdarúgó-világbajnokság
| Időpont             | Helyszín                 | Mérkőzés típusa              | Mérkőzés           | Eredmény | Nézők száma |
| ------------------- | ------------------------ | ---------------------------- | ------------------ | -------- | ----------- |
| 1985. augusztus 24. | Dinama Stadion, Minszk   | csoportmérkőzés (C. csoport) | Nigéria–Kanada     | 2 – 0    | 16 000      |
| 1985. augusztus 29. | Dinama Stadion, Minszk   | csoportmérkőzés (C. csoport) | Szovjetunió–Kanada | 5 – 0    | 16 000      |
| 1985. szeptember 4. | Kirov Stadion, Leningrád | egyik elődöntő               | Brazília–Nigéria   | 2 – 0    | 51 500      |

---
A világbajnoki döntőkhöz vezető úton Mexikóba a XIII., az 1986-os labdarúgó-világbajnokságra, Olaszországba a XIV., az 1990-es labdarúgó-világbajnokságra, illetve Amerikai Egyesült Államokba a XV., az 1994-es labdarúgó-világbajnokságra a FIFA JB játékvezetőként alkalmazta. A FIFA JB elvárása szerint, ha nem vezetett, akkor partbíróként tevékenykedett. 1986-ban két csoportmérkőzés közül az egyiken egyes számú besorolást kapott, játékvezetői sérülés esetén továbbvezethette volna a találkozót. 1990-ben két csoportmérkőzésen egyes számú besorolást kapott. 1994-től a vezető játékvezetőnek már nem kell partbírói feladatot ellátnia. 1986-ban vezetett mérkőzésen 5 sárga, 1 piros lapot, 1990-ben a mérkőzések sorrendjében előbb 4 sárga, majd 5 sárga, 1 piros lapot, 1994-ben előbb 5 sárga, 1 piros, a másodikon 4 sárga, a harmadikon 6 sárga, 2 piros és az utolsó találkozón 5 sárga lapot mutatott fel a fegyelmezetlen játékosoknak. Selejtező mérkőzéseket az UEFA, a CAF valamint az AFC zónákban vezetett. Világbajnokságokon 1986-1994 között a legtöbb vezetett mérkőzéssel rendelkezett: 8. 2014. július 5-én 2010-2014 közötti működéssel Ravshan Ermatov 9 mérkőzéssel átvette az első pozíciót.

##### 1986-os labdarúgó-világbajnokság

###### Selejtező mérkőzés
| Időpont              | Helyszín                        | Mérkőzés típusa           | Mérkőzés                         | Eredmény | Nézők száma |
| -------------------- | ------------------------------- | ------------------------- | -------------------------------- | -------- | ----------- |
| 1984. szeptember 12. | Råsunda Stadion, Solna          | előselejtező (2. csoport) | Svédország–Portugália            | 0 – 1    | 30 136      |
| 1985. április 30.    | Evžena Rošického Stadion, Prága | előselejtező (2. csoport) | Csehszlovákia–Nyugat-Németország | 1 – 5    | 35 000      |
| 1985. október 9.     | Parken Stadion, Koppenhága      | előselejtező (6. csoport) | Dánia–Svájc                      | 0 – 0    | 45 600      |

###### Világbajnoki mérkőzés
Az igazi első nagy világtornán ő volt a francia bírói karból a 11. aki hazáját képviselte. A FIFA JB elvárásának megfelelően, ha nem vezetett, akkor valamelyik működő társának segített partbíróként. Két csoportmérkőzésen volt a játékvezető partbírója. A csoportmérkőzésen, a 45. másodpercben került felmutatásra a világbajnokságok leggyorsabb piros lapja, amit José Batista kapott.
| Időpont          | Helyszín              | Mérkőzés típusa              | Mérkőzés       | Eredmény | Nézők száma |
| ---------------- | --------------------- | ---------------------------- | -------------- | -------- | ----------- |
| 1986. június 13. | Estadio Neza 86, Neza | csoportmérkőzés (E. csoport) | Skócia–Uruguay | 0 – 0    | 20 000      |

##### 1990-es labdarúgó-világbajnokság

###### Selejtező mérkőzés
| Időpont           | Helyszín                      | Mérkőzés típusa              | Mérkőzés                          | Eredmény |
| ----------------- | ----------------------------- | ---------------------------- | --------------------------------- | -------- |
| 1989. október 13. | Nemzeti Stadion, Szingapúr    | előselejtező (döntő csoport) | Dél-Korea–Katar                   | 0 – 0    |
| 1989. október 17. | Nemzeti Stadion, Szingapúr    | előselejtező (döntő csoport) | Arab Emírségek–Kína               | 2 – 1    |
| 1989. október 28. | Darul Makmur Stadion, Kuantan | előselejtező (döntő csoport) | Egyesült Arab Emírségek–Dél-Korea | 1 – 1    |

###### Világbajnoki mérkőzés
Olaszországban már nem epizódszereplő volt, sorba vezethetett mérkőzéseket. A FIFA JB kijelölte a döntő lehetséges vetőjének négyesébe. Két alkalommal partjelzőként működött közre, ebből az egyik az elődöntőn történt. Partjelzői tevékenységeinél előszeretettel avatkozott játékba, sorra nehéz helyzetbe hozva a játékvezetőket. Ennek az aktivitásnak köszönhetően lemaradt a döntő vezetéséről.
| Időpont          | Helyszín               | Mérkőzés típusa              | Mérkőzés               | Eredmény | Nézők száma |
| ---------------- | ---------------------- | ---------------------------- | ---------------------- | -------- | ----------- |
| 1990. június 19. | Olimpiai Stadion, Róma | csoportmérkőzés (7. csoport) | Olaszország–Csehország | 2 – 0    | 73 303      |
| 1990. június 24. | Alpok Stadion, Torino  | egyik nyolcaddöntő           | Brazília–Argentína     | 0 – 1    | 61 381      |
| 1990. július 7.  | Olimpiai Stadion, Róma | bronzmérkőzés                | Olaszország–Anglia     | 2 – 1    | 51 426      |

##### 1994-es labdarúgó-világbajnokság

###### Selejtező mérkőzés
| Időpont             | Helyszín                    | Mérkőzés típusa              | Mérkőzés          | Eredmény | Nézők száma |
| ------------------- | --------------------------- | ---------------------------- | ----------------- | -------- | ----------- |
| 1993. április 15.   | Központi Stadion, Lyon      | előselejtező (C. csoport)    | Egyiptom–Zimbabwe | 0 – 0    |             |
| 1993. április 28.   | Bazaly Stadion, Ostrava     | előselejtező (4. csoport)    | Csehország–Wales  | 1 – 1    | 7000        |
| 1993. szeptember 8. | Pittodrie Stadion, Aberdeen | előselejtező (1. csoport)    | Skócia–Svájc      | 1 – 1    | 24 000      |
| 1993. október 19.   | Nemzetközi Stadion, Doha    | előselejtező (döntő csoport) | Irak–Dél-Korea    | 2 – 2    | 20 000      |
| 1993. október 24.   | Nemzetközi Stadion, Doha    | előselejtező (döntő csoport) | Irak–Szaúd-Arábia | 1 – 1    | 20 000      |

###### Világbajnoki mérkőzés
Ő volt az első játékvezető, aki nyolc mérkőzést vezethetett világbajnokságokon. Világbajnokságokon vezetett mérkőzéseinek száma: 8 + 2 (partjelző).
| Időpont          | Helyszín                        | Mérkőzés típusa              | Mérkőzés                           | Eredmény | Nézők száma |
| ---------------- | ------------------------------- | ---------------------------- | ---------------------------------- | -------- | ----------- |
| 1994. június 14. | Silverdome Stadion, Pontiac     | csoportmérkőzés (B. csoport) | Svédország–Oroszország             | 3 – 1    | 71 528      |
| 1994. június 27. | Cotton Bowl Stadion, Dallas     | csoportmérkőzés (C. csoport) | Németország–Dél-Korea              | 3 – 2    | 63 998      |
| 1994. július 4.  | Városi Stadion, Stanford        | egyik nyolcaddöntő           | Brazília–Amerikai Egyesült Államok | 1 – 0    | 84 147      |
| 1994. július 13. | Giants Stadion, East Rutherford | egyik elődöntő               | Bulgária–Olaszország               | 1 – 2    | 74 110      |

#### Labdarúgó-Európa-bajnokság

##### U21-es labdarúgó-Európa-bajnokság
Nem volt rendező országa a 4., az 1984-es U21-es labdarúgó-Európa-bajnokságnak, ahol a FIFA/UEFA JB játékvezetőként alkalmazta.
| Időpont            | Helyszín                 | Mérkőzés típusa           | Mérkőzés     | Eredmény |
| ------------------ | ------------------------ | ------------------------- | ------------ | -------- |
| 1983. november 19. | Wechselnde Stadion, NSZK | előselejtező (6. csoport) | NSZK–Albánia | 1 – 1    |

---
Az európai labdarúgó torna döntőjéhez vezető úton Franciaországba a VII., az 1984-es labdarúgó-Európa-bajnokságra, Nyugat-Németországba a VIII., az 1988-as labdarúgó-Európa-bajnokságra, Svédországba a IX., az 1992-es labdarúgó-Európa-bajnokságra, valamint Angliába a X., az 1996-os labdarúgó-Európa-bajnokságra az UEFA JB csak (!) a selejtezőkön foglalkoztatta játékvezetőként.

##### 1984-es labdarúgó-Európa-bajnokság
| Időpont              | Helyszín                     | Mérkőzés típusa           | Mérkőzés       | Eredmény | Nézők száma |
| -------------------- | ---------------------------- | ------------------------- | -------------- | -------- | ----------- |
| 1982. szeptember 22. | Vetch Field Stadion, Swansea | előselejtező (4. csoport) | Wales–Norvégia | 1 – 0    | 4340        |

##### 1988-as labdarúgó-Európa-bajnokság
| Időpont            | Helyszín                               | Mérkőzés típusa           | Mérkőzés                | Eredmény | Nézők száma |
| ------------------ | -------------------------------------- | ------------------------- | ----------------------- | -------- | ----------- |
| 1986. november 10. | Olimpiai Stadion, Amszterdam           | előselejtező (5. csoport) | Hollandia–Lengyelország | 0 – 0    | 52 750      |
| 1987. október 14.  | Estadio Ramón Sánchez Pizjuán, Sevilla | előselejtező (1. csoport) | Spanyolország–Ausztria  | 2 – 0    | 57 477      |

##### 1992-es labdarúgó-Európa-bajnokság
| Időpont           | Helyszín                  | Mérkőzés típusa           | Mérkőzés          | Eredmény | Nézők száma |
| ----------------- | ------------------------- | ------------------------- | ----------------- | -------- | ----------- |
| 1991. május 1.    | Red Star Stadion, Belgrád | előselejtező (4. csoport) | Jugoszlávia–Dánia | 1 – 2    | 16 477      |
| 1991. október 16. | Grundig Stadion, Nürnberg | előselejtező (5. csoport) | Németország–Wales | 4 – 1    | 46 491      |

##### 1996-os labdarúgó-Európa-bajnokság
| Időpont            | Helyszín                       | Mérkőzés típusa           | Mérkőzés                 | Eredmény | Nézők száma |
| ------------------ | ------------------------------ | ------------------------- | ------------------------ | -------- | ----------- |
| 1994. november 16. | Renzo Barbera Stadion, Palermo | előselejtező (4. csoport) | Olaszország–Horvátország | 1 – 2    | 33 570      |

#### Olimpia
Az 1984. évi nyári olimpiai játékok labdarúgó tornájának végső szakaszán a FIFA JB bírói szolgálatra vette igénybe. Ez volt az első igazán jelentős nemzetközi tornája.
| Időpont          | Helyszín                    | Mérkőzés típusa              | Mérkőzés                             | Eredmény | Nézők száma |
| ---------------- | --------------------------- | ---------------------------- | ------------------------------------ | -------- | ----------- |
| 1984. július 29. | Stanford Stadion, Palo Alto | csoportmérkőzés (D. csoport) | Amerikai Egyesült Államok–Costa Rica | 3 – 0    | 78 000      |

#### Nemzetközi kupamérkőzések
Vezetett Kupa-döntők száma: 3

##### Kupagyőztesek Európa-kupája
Az 1993–1994-es kupagyőztesek Európa-kupája versenykiírásban vezetett mérkőzést a FTC-nek.
| Időpont              | Helyszín              | Mérkőzés típusa             | Mérkőzés                                   | Eredmény |
| -------------------- | --------------------- | --------------------------- | ------------------------------------------ | -------- |
| 1993. szeptember 15. | Tivoli-Neu, Innsbruck | előselejtező (első forduló) | FC Wacker Innsbruck (2002)–Ferencvárosi TC | 3 – 0    |

##### UEFA-szuperkupa
| Időpont            | Helyszín            | Mérkőzés típusa     | Mérkőzés              | Eredmény | Nézők száma |
| ------------------ | ------------------- | ------------------- | --------------------- | -------- | ----------- |
| 1989. november 23. | Camp Nou, Barcelona | döntő első mérkőzés | FC Barcelona–AC Milan | 1 – 1    | 52 275      |

##### UEFA-kupa
| Időpont         | Helyszín               | Mérkőzés típusa        | Mérkőzés                         | Eredmény | Nézők száma |
| --------------- | ---------------------- | ---------------------- | -------------------------------- | -------- | ----------- |
| 1991. május 22. | Olimpiai Stadion, Róma | döntő második mérkőzés | AS Roma–FC Internazionale Milano | 1 – 0    | 70 901      |

##### Interkontinentális kupa
| Időpont            | Helyszín                        | Mérkőzés típusa | Mérkőzés              | Eredmény | Nézők száma |
| ------------------ | ------------------------------- | --------------- | --------------------- | -------- | ----------- |
| 1993. december 12. | Nemzeti Olimpiai Stadion, Tokió | döntő           | São Paulo FC–AC Milan | 3 – 2    | 52 275      |

## Szakmai sikerek
- Az IFFHS 1991-ben, 1993-ban és 1994-ben a világ második legjobb játékvezetőjének jelölte.
- A IFFHS (International Federation of Football History & Statistics) 1987-2011 évadokról tartott nemzetközi szavazásán 151, játékvezető besorolásával minden idők 17, legjobb bírójának rangsorolta, holtversenyben Graham Poll társaságában. A 2008-as szavazáshoz képest 6 pozíciót hátrább lépett.
- 1995-ben a nemzetközi játékvezetés hírnevének erősítése, hazájában 10 éve a legmagasabb Ligában (osztályban) folyamatosan tevékenykedő, eredményes pályafutása elismeréseként, a FIFA JB felterjesztésére az 1965-ben alapított International Referee Special Award címmel és oklevéllel tüntette ki.

## Egyéb munkássága
2001-ben tagja lett a francia belügyminisztérium Erőszakellenes Bizottságának, 2005-től a Nemzeti Etikai Bizottság tagja. Fajgyűlölő-ellenes kampányok rendszeres résztvevője.[forrás?]
Aktív pályafutását követően 2007-től a Canal+ fizetős televíziócsatorna rendszeres szakértője.

## Külső hivatkozások
- UEFA mérkőzések száma. rsssf.com. (Hozzáférés: 2015. január 28.)
- Joël Quiniou. World Referee. [2015. április 5-i dátummal az eredetiből archiválva]. (Hozzáférés: 2015. január 30.)
- Joël Quiniou. footballzz.com. (Hozzáférés: 2015. január 30.)
- Joël Quiniou. footballdatabase.eu. (Hozzáférés: 2015. január 30.)
- Joël Quiniou. scoreshelf.com. [2015. szeptember 23-i dátummal az eredetiből archiválva]. (Hozzáférés: 2015. január 30.)
- Joël Quiniou. eu-football.info. (Hozzáférés: 2015. január 30.)
- Joël Quiniou. weltfussball.de. (Hozzáférés: 2015. január 30.)

| Elődje: Gérard Biguet | Francia labdarúgókupa döntő 1985–1986 | Utódja: Michel Vautrot |

| Elődje: Claude Bouillet | Francia labdarúgókupa döntő 1988–1989 | Utódja: Gérard Biguet |

| Elődje: Gérard Biguet | Francia labdarúgókupa döntő 1990–1991 | Utódja: Rémi Harrel |

| Elődje: Michel Kitabdjian (40) | UEFA kupamérkőzések száma 1955–2007 (41) | Utódja: Nicolae Rainea (40) |